# All Is Violent, All Is Bright
All Is Violent, All Is Bright es el segundo álbum de estudio de la banda irlandesa de post-rock, God Is An Astronaut, lanzado en el año 2005. El enhanced CD también contiene un mp3 de la canción "Disturbance".

## Lista de canciones
1. "Fragile" – 4:34
2. "All Is Violent, All Is Bright" – 4:14
3. "Forever Lost" – 6:22
4. "Fire Flies and Empty Skies" – 3:55
5. "A Deafening Distance" – 3:49
6. "Infinite Horizons"– 2:28
7. "Suicide by Star" – 4:38
8. "Remembrance Day" – 4:16
9. "Dust and Echoes" – 4:13
10. "When Everything Dies" – 10:00
  - La canción "Halo of Flies" está contenida dentro de la última pista después de un periodo de silencio.

## Intérpretes
- Torsten Kinsella - Voces, Guitarra, Teclados
- Niels Kinsella - Bajo, Guitarra, Visual
- Lloyd Hanney - Batería, Sintetizadores